# Hélé Koubo
Hélé Koubo (auch: Aïla Koubo, Allékobo, Alley Koubo, Halley Koubo, Hayleykoubo Koira) ist ein Dorf in der Landgemeinde Dargol in Niger.

## Geographie
Das von einem traditionellen Ortsvorsteher (chef traditionnel) geleitete Dorf liegt am rechten Ufer des Flusses Niger. Es befindet sich rund 35 Kilometer nordöstlich des Hauptorts Dargol der gleichnamigen Landgemeinde, die zum Departement Gothèye in der Region Tillabéri gehört. Zu den Siedlungen in der näheren Umgebung von Hélé Koubo zählen Néini im Norden, Garié im Nordosten sowie Yélwani Goungou und Yalwani im Südosten.
Hélé Koubo ist Teil der Übergangszone zwischen Sahel und Sudan. Die durchschnittliche jährliche Niederschlagsmenge beträgt hier zwischen 400 und 500 mm.

## Bevölkerung
Bei der Volkszählung 2012 hatte Hélé Koubo 1376 Einwohner, die in 176 Haushalten lebten. Bei der Volkszählung 2001 betrug die Einwohnerzahl 973 in 119 Haushalten und bei der Volkszählung 1988 belief sich die Einwohnerzahl auf 952 in 112 Haushalten.
In ethnischer Hinsicht leben Bella, Fulbe und Wogo im Dorf.

## Wirtschaft und Infrastruktur
Die Bevölkerung betreibt Landwirtschaft wie den Anbau von Zwiebeln und Reis. Die Grundschule von Hélé Koubo liegt etwas außerhalb des Ortszentrums. Am Ortsrand verläuft die 143,9 Kilometer lange Nationalstraße 39 zwischen Gothèye und Fonéko Tédjo.